# 東野尻站
東野尻站 （日语：／ Higashinojiri eki */?）是隸屬於西日本旅客鐵道（JR西日本）城端線的鐵路車站，座落於富山縣礪波市，是一座無人車站。
本站與現時位於長野縣、隷屬JR東海管理的野尻站完全沒有關連，倒是其南邊，原屬「福野町野尻村」（現併入南礪市內）範圍內曾經有過加越能鐵道的野尻站，不過此站亦早於1972年因該路線廢掉而廢站。

## 車站結構

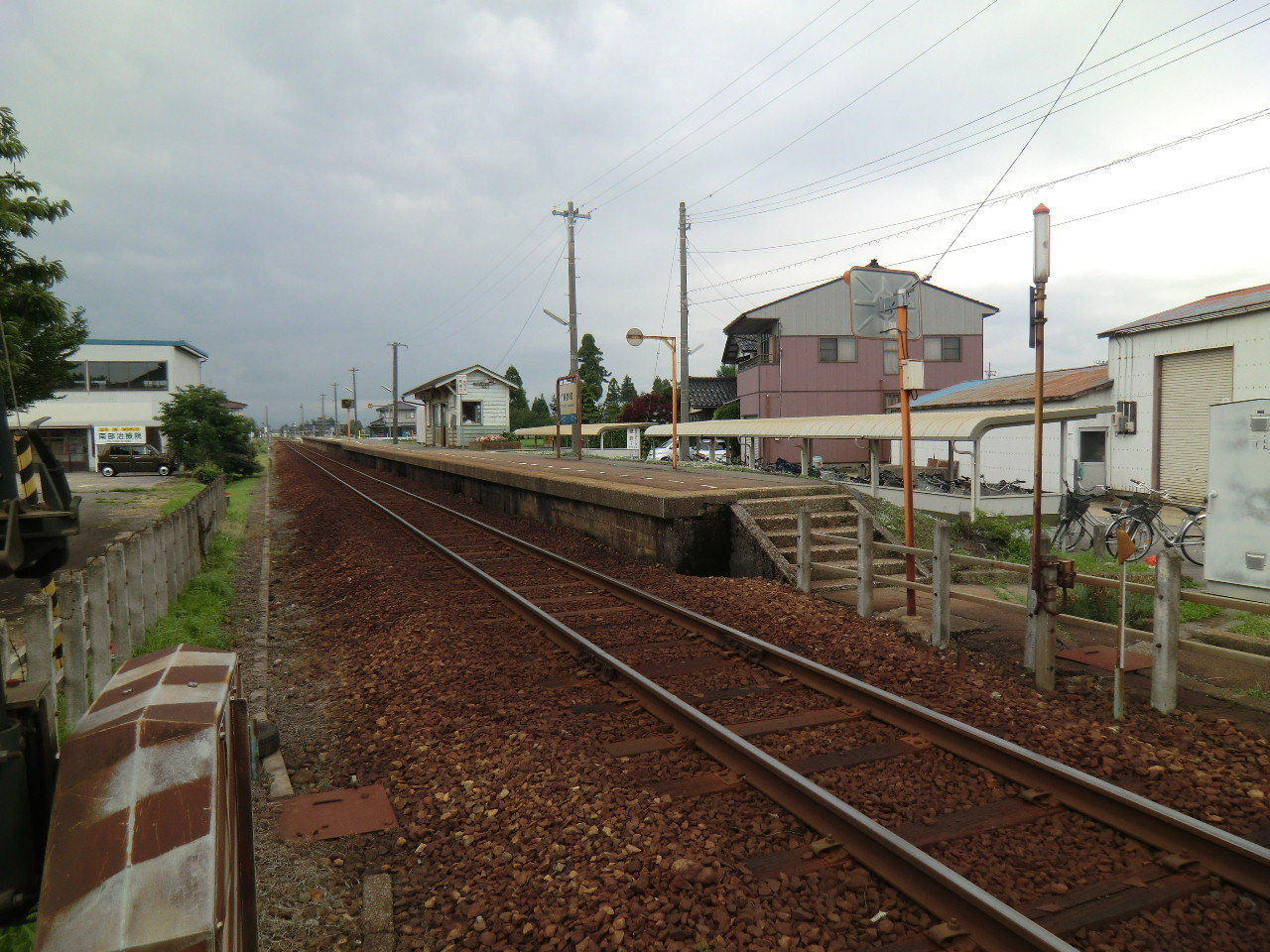
月台全貌及已拆去的舊候車小屋。（2011年）

本站一直以簡易模式運作，沒有正式站房，只在月台上近中央樓梯處建有候車用的小屋，以等同站房的功能，後來在這樓梯的另一端亦加建了一個簡易洗手間。但兩者都由於過於破舊，2017年先將洗手間拆去，2018年末再將候車小屋拆去，同時間在原洗手間的位置興建新的候車室，並為中央樓梯的兩邊加裝扶手，以及在原地基邊沿加裝圍欄。而在月台外面的小徑上，則一直建有2锢有蓋的單車停泊處。
另外，由附近居民所組成的「東野尻地區自治振興會」，每年春季都會在靠向城端方向的月台斜面上以鮮艷的花卉作裝飾，當中以芝櫻、鬱金香或番紅花為主，並獲得JR西日本頒發感謝狀。

### 月台配置
只有1面側式月台，有限長度為5輛，其中月台兩端及中間部份皆有樓梯連接，但列車通常都會停靠於向礪波站的一端，因剛好位於平交道和十字路口，較方便乘客上落。列車靠站時，往城端方向為右側上落，往高岡方向為左側上落。
| 路線    | 方向 | 目的地                              | 備註                     |
| ------- | ---- | ----------------------------------- | ------------------------ |
| ■城端線 | 上行 | 高岡、經■愛之風富山鐵道線往富山方向 | 直通富山的列車於假日停開 |
| ■城端線 | 下行 | 城端方向                            |                          |

## 歷史
- 1951年8月10日：本站因應附近居民請願而設站，開業[4]。
- 19874月1日：日本國鐵分割民營化，車站的營運由JR西日本繼承。
- 2019年3月12日：原候車亭因老化，連同原設於月台上的簡易式洗手間一併拆去，並在原站亭位置重新興建一座新的候車站房及修箿原有樓梯[5][6]。

## 利用人數
| 年度   | 1日平均上落人數 |
| ------ | --------------- |
| 1995年 | 67              |
| 1996年 | 65              |
| 1997年 | 72              |
| 1998年 | 76              |
| 1999年 | 79              |
| 2000年 | 86              |
| 2001年 | 86              |
| 2002年 | 98              |
| 2003年 | 101             |
| 2004年 | 96              |
| 2005年 | 94              |
| 2006年 | 107             |
| 2007年 | 121             |
| 2008年 | 120             |
| 2009年 | 108             |
| 2010年 | 130             |
| 2011年 | 132             |
| 2012年 | 139             |
| 2013年 | 135             |
| 2014年 | 130             |
| 2015年 | 129             |
| 2016年 | 128             |
| 2017年 | 135             |

## 相鄰車站
西日本旅客鐵道
■城端線
■觀光列車「瑰麗山海號」
通過
■普通列車
礪波 － 東野尻 － 高儀

## 外部連結
- JR西日本東野尻站公式網頁。 （页面存档备份，存于）（日語）